# Bactrocera cibodasae
Bactrocera cibodasae är en tvåvingeart som beskrevs av Drew och Albany Hancock 1994. Bactrocera cibodasae ingår i släktet Bactrocera och familjen borrflugor. Inga underarter finns listade.